# Obszar szwajcarskiego sera

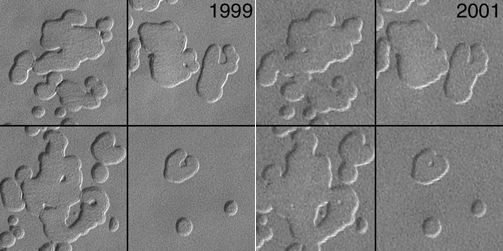
Zagłębienia widoczne na południowym biegunie Marsa. Pierwsze zdjęcie wykonano w 1999, natomiast drugie w 2001 roku przez Mars Global Surveyor z NASA

Obszar szwajcarskiego sera (ang. Swiss cheese features) – nieoficjalna nazwa zagłębień obecnych na obszarze Planum Australe, południowym biegunie Marsa, przypominających ser szwajcarski, skąd zawdzięczają swoją nazwę. Po raz pierwszy zostały zaobserwowane w 2000 za pomocą zdjęć pochodzących z Mars Orbiter Camera.
Dziury mają zazwyczaj kilkaset metrów szerokości oraz osiem metrów głębokości. Mają płaskie podłoże i strome zbocza. Z kształtu podobne są do fasoli z rogiem wskazującym w kierunku południowego bieguna, co oznacza, że nasłonecznienie ma wpływ na ich formowanie. Kąt padania promieni słonecznych prawdopodobnie przyczynia się do zaokrąglenia ich. Gdy zbliża się marsjańskie przesilenie letnie, słońce może przebywać nieustannie nad horyzontem, wskutek czego ściany zagłębień otrzymują więcej światła i ich sublimacja postępuje szybciej, niż podłoża. Po sublimacji ścian, podłoże pozostaje takie samo jak przedtem. Gdy zanika mróz, ściany wydają się być przyciemnione w stosunku do otaczającego je obszaru.
Na podstawie zdjęć powierzchni Marsa zaobserwowano cykliczne powiększanie się zagłębień o 1 do 2 metrów na rok, co sugerowałoby, iż są one zbudowane z cienkiej warstwy suchego lodu, zalegającego na zwykłym lodzie z zamrożonej wody.